# Pierre Berthier

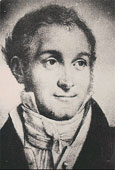
Pierre Berthier

Pierre Berthier (ur. 3 lipca 1782 w Nemours, zm. 24 sierpnia 1861 r. w Paryżu) – francuski mineralog i geolog, odkrywca w 1821 r. boksytu w okolicach Baux-de-Provence.

## Życiorys
W 1821 r. Berthier odkrył, że chrom dodany do stali węglowej czyni ją odporną na korozję powodowaną przez niektóre kwasy i zaproponował stosowanie takiego stopu zamiast srebra do wyrobu m.in. sztućców, jednak w tamtym okresie nie było możliwości usunięcia z chromu zanieczyszczeń węglowych, w efekcie czego stal chromowana była bardzo krucha. Problem ten rozwiązał dopiero w latach 1890. Hans Goldschmidt. Inspektor generalny Szkoły Górniczej, profesor i kierownik laboratorium na tejże uczelni.
Jego nazwisko figuruje wśród nazwisk 72 francuskich uczonych na fryzie wieży Eiffla w Paryżu (po tzw. stronie Grenelle).